# Suck
För andra betydelser, se Suck (olika betydelser).
Suck, en djup utandning med förträngd ljudspringa, varigenom ett karakteristiskt ljud uppstår. Samma mekanism ligger till grund för snyftningen; förloppet är endast kortare och häftigare. Suck, tillsammans med snyftning, gäspning och  skratt uppfattas som särskilda former av andningsrörelser som hör till vissa sinnesstämningar.